# Liostraca fasciata
Liostraca fasciata är en skalbaggsart som beskrevs av Pouillaude 1919. Liostraca fasciata ingår i släktet Liostraca och familjen Cetoniidae. Inga underarter finns listade i Catalogue of Life.